# 王木铎
王木鐸主教（英語：Bishop Peter Wang Mu-to，1904年5月24日—1959年10月3日），圣名伯多禄，天主教宣化教区主教（1948 年— 1955年）。
1904年，王木铎生于中国直隸省滹沱店，1929年毕业于北京文声学院，在担任宣化小修院教员十年之后，担任西合营和南屯本堂神父，1946年又任宣化大修院教员，1947年任宣化副主教。由于张润波主教因健康原因辞职，1948年1月8日教廷任命王木铎为天主教宣化教区主教，1948年3月7日由北京总主教田耕莘樞機祝圣。1951年12月15日因拒绝脱离天主教会圣统制而被捕入狱。1959年10月3日在狱中去世（55岁）。